# Land Information New Zealand
 (juin 2023).
Si vous disposez d'ouvrages ou d'articles de référence ou si vous connaissez des sites web de qualité traitant du thème abordé ici, merci de compléter l'article en donnant les références utiles à sa vérifiabilité et en les liant à la section « Notes et références ».
Land Information New Zealand (LINZ) ou information géographique de Nouvelle-Zélande est le département du service public de Nouvelle-Zélande chargé des fonctions d'information géographique et d'arpentage ainsi que de la gestion des titres fonciers et de gestion des terres et biens de la Couronne britannique.
L'actuel ministre de l'information foncière (anciennement ministre de l'arpentage et de l'information foncière) est Eugenie Sage (en).
Le Secrétariat du New Zealand Geographic Board fait partie du LINZ et fournit au conseil des conseils une aide administrative et de recherche.